# Canon Type 90 240 mm
Le canon Type 90 240 mm (九〇式二十四糎列車加農, Kyūrei-shiki nijyūyon-miri Resshahō) était canon d'artillerie lourde sur voie ferrée de 240 mm acheté par l'Armée impériale japonaise au fabricant d'armes français Schneider en 1930. La désignation Type 90 indique que cette pièce d'artillerie a été adoptée par l'Armée en l'an 2590 du calendrier impérial japonais soit 1930 du calendrier grégorien. Ce fut le seul canon de ce type en service au sein de l'Armée impériale japonaise.

## Histoire et développement
L'artillerie lourde sur voie ferrée connue son apogée durant la Première Guerre mondiale, même si le concept remonte à la Guerre de Sécession américaine. L'essor de ces canons est dû à la nécessité de disposer d'une artillerie puissante à longue portée, issu des canons de marine d'un calibre généralement supérieur à 200 mm, et surtout facilement transportable près des zones de conflits.
L’Armée impériale japonaise utilisait depuis longtemps le concept de train blindé pour le transport rapide de ses troupes, comme notamment durant la Guerre sovieto-japonaise. Les attachés militaires dépêchés en Europe durant la Grande Guerre, observèrent ainsi avec intérêt ce nouveau type d'artillerie. Bien que l'État-major japonais préférait consacrer ses priorités sur d'autres projets, le financement pour l'achat d'un seul canon (sans affut) pour évaluation fut débloqué en 1930. Il s'agissait d'un canon expérimental développé par la société française Schneider de calibre 240 mm de type TAZ (Tout Azimut) non retenu par l'armée française. Le canon fut adapté à des équipements ferroviaires produits au japon, où l'ensemble fut désigné canon sur rail Type 90 240 mm.
À noter que l'artillerie sur rail possède trois types d'affut : 
- Tous azimut ou TAZ : les canons étaient mis en batterie à n'importe quel endroit de la voie ferrée et pouvaient faire feu dans toutes les directions. Un système de vérins permettaient d'absorber le recul de l'arme.
- à glissement : les canons montés sur plusieurs chariots étaient posés sur une voie courbe spéciale. Le pointage correct s'effectue en déplaçant l'ensemble le long de la voie. La direction du tir est donc tangent par rapport à la voie. Après chaque tir, l'ensemble recule en roulant sur la voie et nécessite d'être repositionné.
- à berceau : le canon était positionné dans un chariot sur wagon ferroviaire. Lors du tir, le canon reculait avec son berceau et revenait à sa position initiale grâce à un système de tendeur.

## Engagements
Le canon Type 90 fut initialement déployé comme défense côtière à Futtsu pour défendre l'entrée de la baie de Tokyo. En 1941, il fut transféré à Hulin en Manchourie pour servir de défense face aux forces soviétiques, où il resta jusqu'au début de la Guerre du Pacifique. Par la suite, lors de l'invasion soviétique du secteur aux derniers jours de la guerre, le canon fut détruit lors de la retraite de l'Armée de Kwantung.

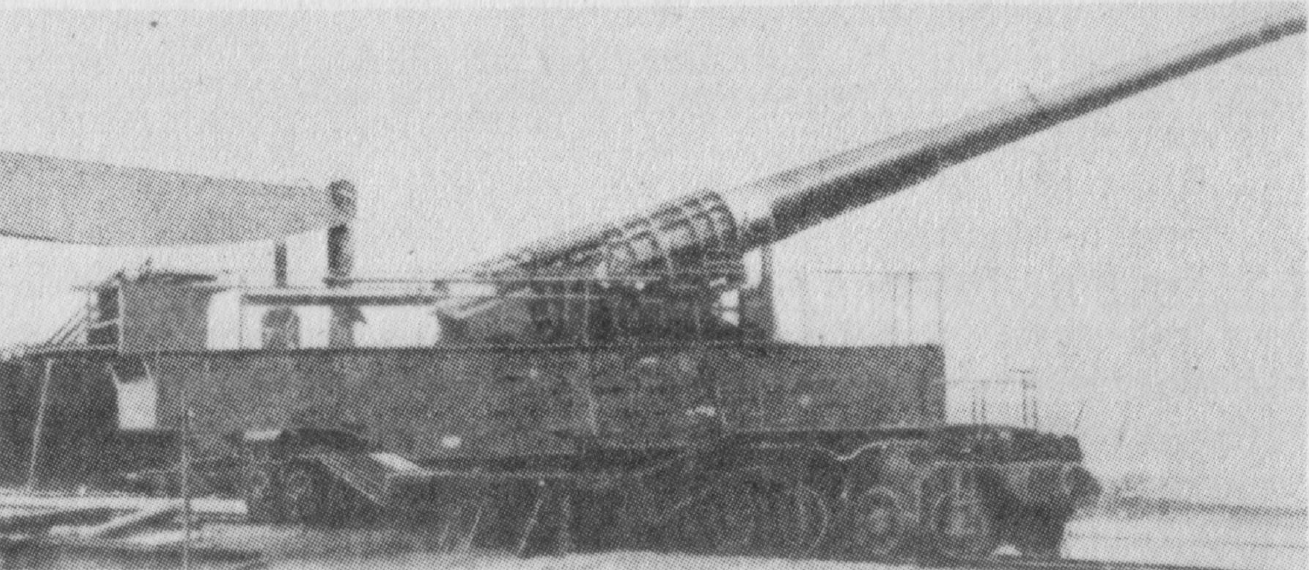
Canon sur rail type 90 240mm